# Veurey-Voroize
Veurey-Voroize ist eine französische Gemeinde  mit 1.392 Einwohnern (Stand: 1. Januar 2022) im Département Isère in der Region Auvergne-Rhône-Alpes. Sie gehört zum Kanton Fontaine-Vercors und zum Arrondissement Grenoble. Die Einwohner werden Veurois(es) genannt.

## Geographie
Veurey-Voroize liegt etwa 13 Kilometer nordwestlich von Grenoble an der Isère. Umgeben wird Veurey-Voroize von den Nachbargemeinden Montaud im Norden und Westen, Voreppe im Osten, Noyarey im Süden sowie Autrans im Südwesten.
Teile des Gemeindegebietes gehören zum Regionalen Naturpark Vercors.

## Bevölkerungsentwicklung
| Jahr                       | 1962 | 1968 | 1975 | 1982 | 1990 | 1999 | 2006 | 2018 |
| -------------------------- | ---- | ---- | ---- | ---- | ---- | ---- | ---- | ---- |
| Einwohner                  | 436  | 521  | 661  | 1020 | 1080 | 1317 | 1365 | 1436 |
| Quellen: Cassini und INSEE |      |      |      |      |      |      |      |      |

## Sehenswürdigkeiten
- neogotische Kirche Saint-Georges aus dem Jahre 1835
- Der Turm der Tempelritter aus dem 13. Jahrhundert, Monument historique
- Mühle Marty
- Schloss und Gutshof Saint-Ours

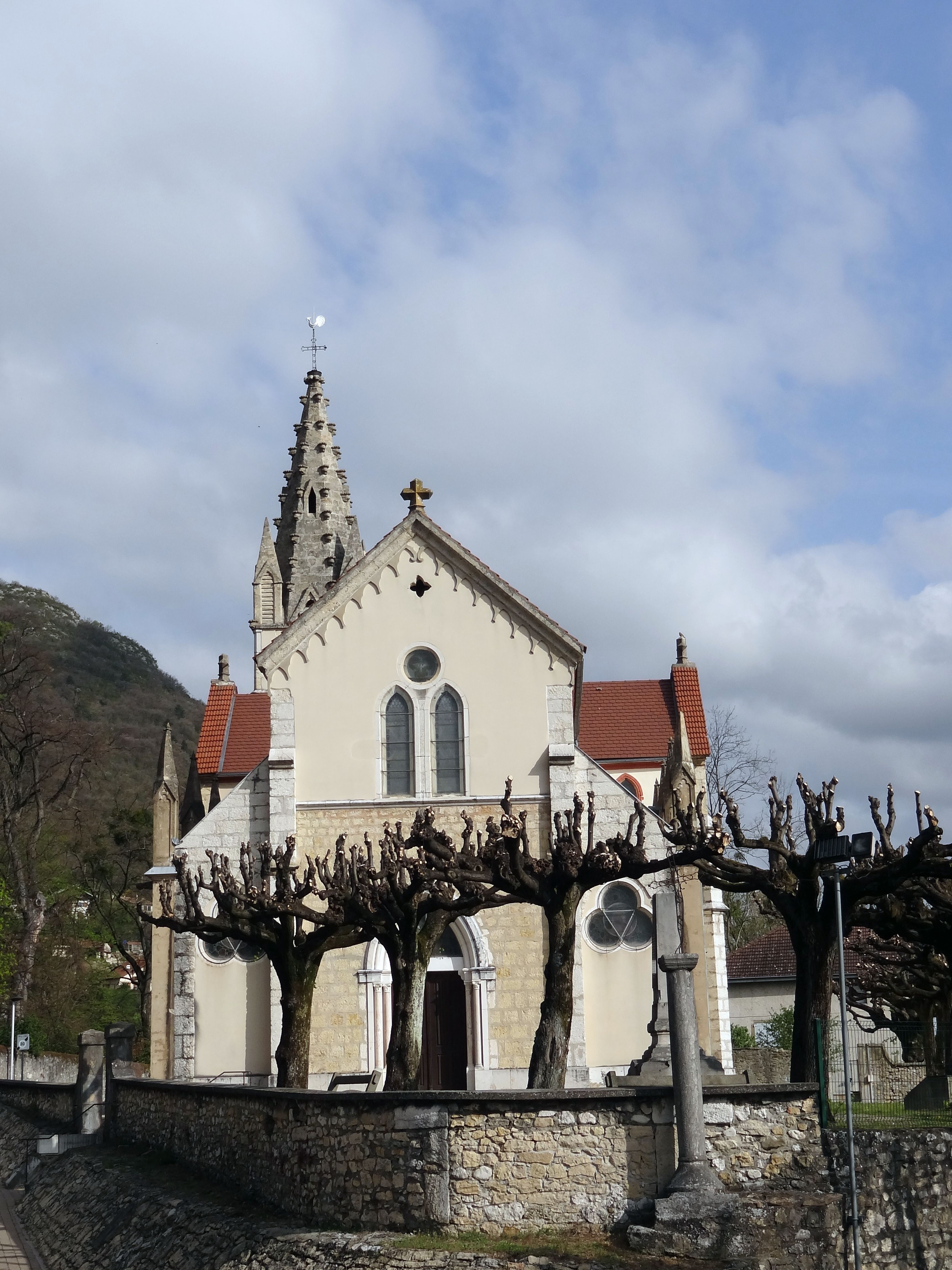
Kirche Saint-Georges
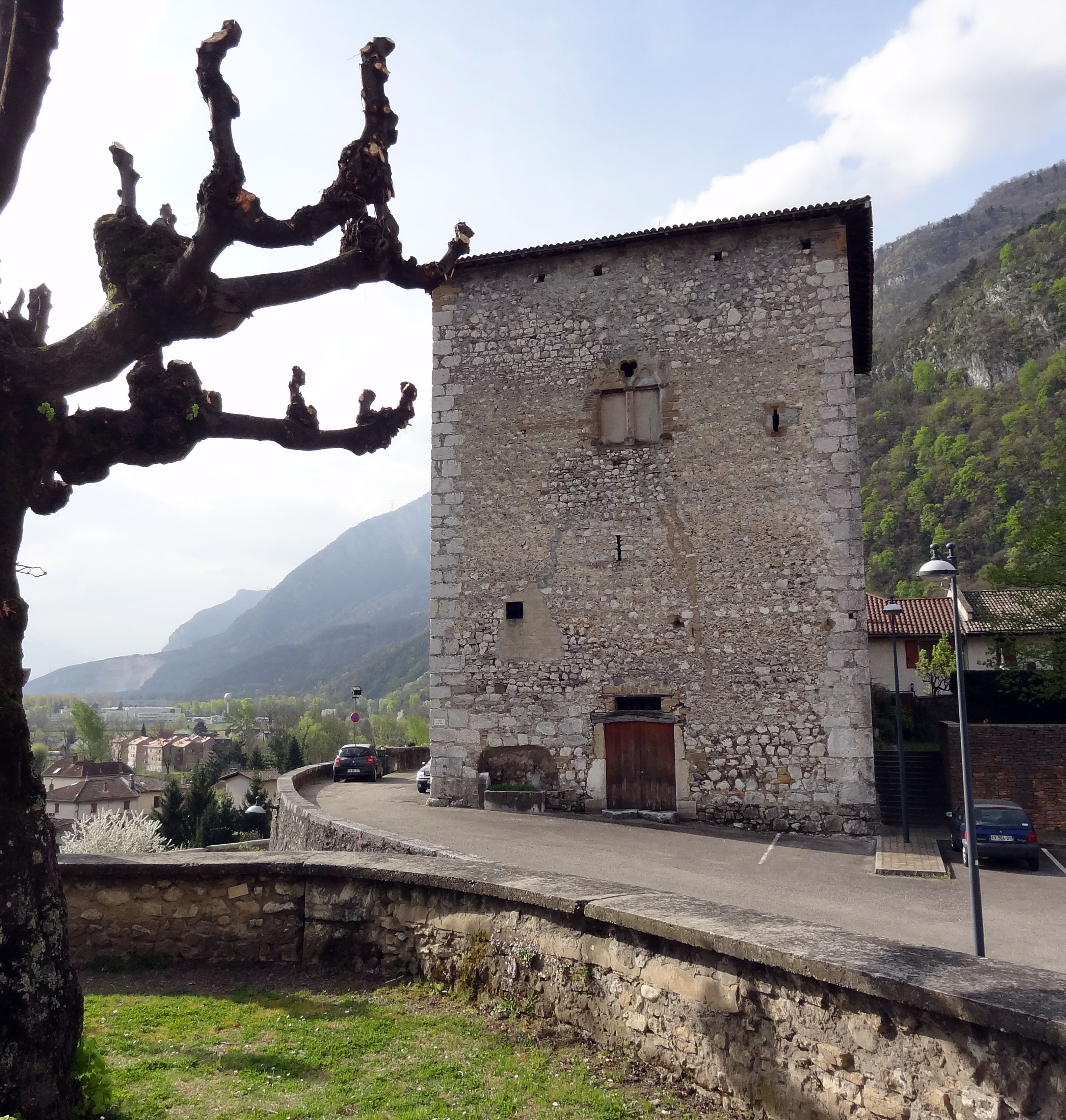
Turm der Tempelritter

## Gemeindepartnerschaften
Mit der italienischen Gemeinde Castiglion Fibocchi in der Provinz Arezzo (Toscana) seit 1991 und mit der kanadischen Gemeinde Deschaillons-sur-Saint-Laurent in der Provinz Québec bestehen Partnerschaften.